# پران (بازیگر)
پران کریشاند سیکند (۱۲ فوریه ۱۹۲۰ – ۱۲ ژوئیه ۲۰۱۳) که با نام پران شناخته می‌شد بازیگر هندی برنده چندین بار جایزه جوایز فیلم‌فیر بود وی بیشتر در نقش‌های منفی در بین سال‌های ۱۹۴۰ تا ۱۹۹۰ در بالیوود حضور داشت.در بین سال‌های ۱۹۴۰-۴۷ وی نقش‌های مثبت، در بین سال‌های ۱۹۴۲-۱۹۹۱ بیشتر نقش‌های منفی و بین ۱۹۴۸-۲۰۰۷ نیز نقش‌های متوسط را بازی می‌کرد. در مجموعه وی نزدیک به ۳۵۰ فیلم بازی کرد.
از فیلم‌هایی که وی در آن نقش داشته‌است می‌توان به دختری از ماه اشاره کرد.

## فیلم‌شناسی
فهرست برخی از فیلم‌هایی که پران در آن‌ها به ایفای نقش پرداخته است:
- ملکه مارها ۲
- دختری از ماه
- عشق بی‌وفا
- دوستانه
- بانجاران
- این زندگی است
- ما بی‌نظیریم
- جادوگر
- طوفان
- می‌خواره
- بی‌خدا
- کالیا
- رأی‌دهنده
- جهان گناه
- افسانه عشق
- دان
- دشمن محبت
- حفاظت
- ایمان دار
- جوا
- بابی
- مادهوماتی
- آه
- قانون کور
- برهماچاری
- جاگیر
- جنگ
- لیلا
- کشوری که گنگ در آن جریان دارد
- قرض
- گورودو
- بخشش
- فریبکار
- قاضی
- زن متأهل
- غیرت
- شیر
- استاد لاف زدن
- چالیا
- بلیط نیم‌بها
- این فقط قلب است
- سراسر جهان
- طلای نقره‌ای
- شیطان
- معیار
- جوانه کشمیر
- عشق، فقط عشق
- لاکشمن رکها
- برده یک کشور آزاد
- تو جوان من را دوست داری
- عصر جدید
- کرم شب‌تاب
- در آن طرف دریاچه
- رؤیاهای من و تو
- خشم
- انتقام از آتش
- خون ما
- ده عدد
- زاهد تارک دنیا
- نجیب
- جانی نام من است
- چه کسی عدالت را اجرا خواهد کرد؟
- تاج‌گذاری
- تصمیم من
- دوستی دشمنی
- دنیا
- در آغوش یار
- دیوانهٔ تو
- انسان زهردار
- بیرج عروس
- قضاوت مقدر
- عشق در توکیو
- ثروتمندی و فقیری
- شعله
- شیرین
- دلم دیوانه تو
- دلسوز
- خاندان
- لاو کوش
- قسم به مادرم
- عشق من
- پریچی
- با همان دل برگشتم
- یک‌دنده
- یک ممنوعیت
- امید
- نور جاویدان
- ناشناخته
- زن، این داستان توست
- خوش‌شانس
- بمبئی ۴۰۵ مایل
- دور به دور
- اگر دزد هستی...
- دشمنان ثروت
- خانه و خارج
- ثروت و دارایی
- جنگ درستکاری